# 2977 Chivilikhin
2977 Chivilikhin је астероид главног астероидног појаса чија средња удаљеност од Сунца износи 2,785 астрономских јединица (АЈ).
Апсолутна магнитуда астероида је 12,7.